# Ровньяи, Янош
Янош Ровньяи (венг. Rovnyai János, р.28 июня 1951) — венгерский борец, чемпион Европы, призёр чемпионатов мира.

## Биография
Родился в 1951 году в Леаньфалу, в основном боролся по правилам греко-римской борьбы. В 1974 году стал бронзовым призёром чемпионата мира. В 1975 году выиграл чемпионат Европы и занял 5-е место на чемпионате мира. В 1976 году принял участие в Олимпийских играх в Монреале, но занял там лишь 6-е место. В 1977 году занял 4-е место на чемпионате Европы, и 5-е — на чемпионате мира. В 1978 году занял 6-е место на чемпионате мира. На чемпионате Европы 1979 года был 6-м, 1980 года — 7-м, а 1981 года — 4-м. В 1982 году он стал серебряным призёром чемпионата Европы в вольной борьбе, а в греко-римской занял лишь 7-е место, на чемпионате мира же стал 6-м. В 1984 году он опять попробовал выступить на чемпионате Европы по вольной борьбе, но занял лишь 7-е место.